# Ernie McCoy
Ernie McCoy,  ameriški dirkač Formule 1, * 19. februar 1921, Reading, Pensilvanija, ZDA, † 4. februar, 2001, Port Orange, Florida, ZDA.
Ernie McCoy je pokojni ameriški dirkač, ki je med letoma 1953 in 1954 sodeloval na ameriški dirki Indianapolis 500, ki je med letoma 1950 in 1960 štela tudi za prvenstvo Formule 1. Najboljši rezultat je dosegel leta 1953, ko je zasedel osmo mesto. Umrl je leta 2001.